# 미국노동연맹
미국노동연맹(American Federation of Labor, AFL)은 1886년, 새뮤얼 곰퍼스에 의해 오하이오주의 콜럼버스에서 창립된 온건 보수성격의 노동조합이다. 미국의 초대 노동조합 중 하나이며, 현재도 가장 강력한 노동조합 중 하나이다. 새뮤얼 곰퍼스는 1924년에 사망할 때까지 회장직을 맡았다. 미국노동총연맹은 계급투쟁으로 권리를 쟁취하는 것이 아닌, 협상과 타협을 통해 자본가를 설득하는 온건한 성격을 갖고 있었기 때문에, 헬렌 켈러를 비롯한 진보적인 사회운동가들은 별도의 노동운동조직을 만들어서 활동했다. 현재도 AFL의 노동운동가들은 미국 정치인들과 결탁하는 등 노동귀족으로 전락했다는 비판을 받고 있다.

## 같이 보기
- 세계산업노동자연맹
- 노동기사단
- 서부광부연맹